# Saint-Meslin-du-Bosc
Saint-Meslin-du-Bosc – miejscowość i gmina we Francji, w regionie Normandia, w departamencie Eure.
Według danych na rok 1990 gminę zamieszkiwało 140 osób, a gęstość zaludnienia wynosiła 89 osób/km² (wśród 1421 gmin Górnej Normandii Saint-Meslin-du-Bosc plasuje się na 759. miejscu pod względem liczby ludności, natomiast pod względem powierzchni na miejscu 894.).